# EDO RAM
扩展数据输出記憶體（英語：Extended Data Output RAM，缩写EDO DRAM）是Micron公司的专利技术，有72线和168线之分，采用5V电压，带宽32bit，基本速率40ns以上。
EDO RAM是从傳統的FPRAM（Fast Page RAM）改進而來，運作上主要是假定下一次的存取地址都與上一次連續，然後準備資料（假設用戶的資料多數是顺序的），這樣便能把内存吞吐量由FPRAM的最高176MB/s提升到EDO RAM的最高264MB/s。1993年後，EDO RAM開始取代FPRAM的位置。